# Antiblemma paraddana
Antiblemma paraddana är en fjärilsart som beskrevs av Paul Dognin 1912. Antiblemma paraddana ingår i släktet Antiblemma och familjen nattflyn. Inga underarter finns listade i Catalogue of Life.